# Sambodromo di Rio de Janeiro

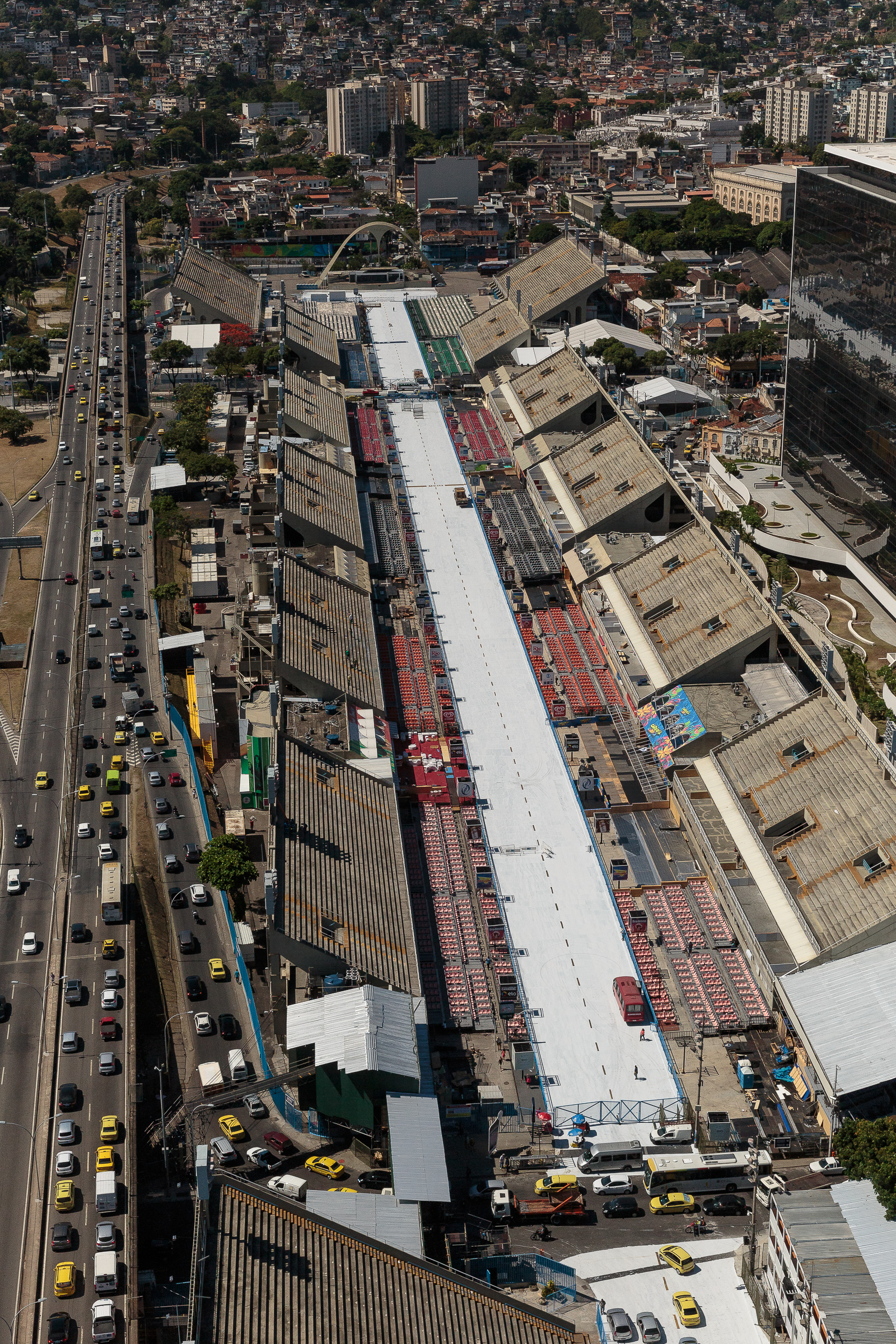
Vista aerea del Sambodromo di Rio de Janeiro

Il sambodromo di Rio de Janeiro (ufficialmente Passarela Professor Darcy Ribeiro) è una struttura architettonica fissa atta ad ospitare manifestazioni in forma di parata. Si sviluppa in senso longitudinale per circa 700 metri lungo un viale chiamato Avenida Marquês de Sapucaí costeggiato per tutta la sua lunghezza da strutture che ospitano gli spettatori. 

## La sede
Ai lati del viale si ergono degli spalti a gradinate "Arquibancadas" divisi in dieci settori non comunicanti tra loro e sviluppati in verticale su più livelli. Gli spettatori assistono alla sfilata dalla zona superiore dei settori o dal parterre, mentre i livelli intermedi sono occupati dalle cabine della giuria e dalle Camarotes, dei veri e propri piccoli alloggi da cui è possibile assistere alla sfilata con maggiore comfort. La capienza totale della struttura è di circa 85.000 spettatori.
Teatro di vari eventi e manifestazioni nel corso dell'anno, è senz'altro più noto per essere il luogo in cui si svolgono le sfilate delle Scuole di Samba di Rio de Janeiro durante il carnevale. Il Sambodromo infatti fu costruito nel 1984 su progetto dell'architetto Oscar Niemeyer espressamente per ovviare alle problematiche che incontrava la città ogni anno in occasione del carnevale. Prima della costruzione del Sambodromo, le sfilate si tenevano in strutture erette per l'occasione e successivamente smontate, operazione che richiedeva mesi di lavoro e notevoli problemi di traffico stradale.

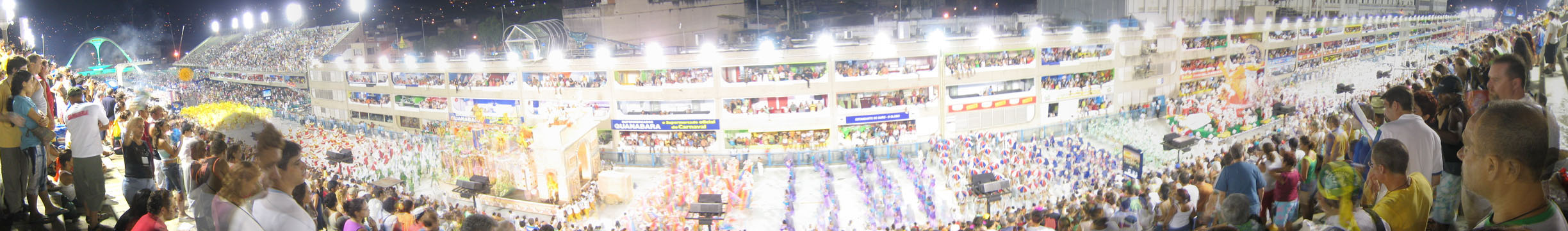
Panoramica del Sambodromo di Rio de Janeiro. Tribuna, Settore 9